# 容克斯F13
容克斯 F.13（德語：Junkers F 13）、或稱「容克斯 J.13」（Junkers J 13）；是由德國飛機製造商容克斯在一次大戰結束後數年所開發的飛機。
此為世界歷史上第一架全金屬打造以及用於航空載運服務的飛機。除生產地德國外，容克斯F.13飛機曾被法國、義大利等共30個以上國家採用過。

## 概要
F.13於1919年2月10日起在德紹的容克斯工廠開始打造，當時期的飛機主要以雙翼機模樣為主，而F.13則採取單翼機的造型，此方法可減少雙翼機所受到的空氣阻力、提昇速度性能。而當時首架開發的F.13另有被稱呼為「安娜麗絲」（Annelise）之小名，其中安娜麗絲是容克斯飛機製造商創辦人胡戈·容克斯女兒的名字。
架構上F.13以之前的容克斯 J.12為基礎，擴充了J.12的乘載人數。因F.13的開發目的是用於航空服務，而在機艙内設有舒適座椅、及燈光照明等設備。另外為了減少駕駛員的疲勞危安問題，F.13採用可容納兩名操控員的開放駕駛艙，讓駕駛員可隨時互相因應。
在1919年6月25日，F.13由名為艾米爾·蒙茲（Emil Monz）的飛行員駕駛、進行了第一次試飛。數月後在9月13日的另一次試飛時，F.13則達成飛行至6750公尺高度的成績。

## 運行與採用
在1920至30年期間；F.13被超過30個以上國家採用。如加拿大的石油公司以及美國郵政署採用F.13於運輸事務，其中美國郵政署將F.13改採用成「JL6」的機號。
一次大戰後因德國戰敗而有被限制生產飛機給自己國家使用的禁令，但多數國家包含法國、英國、義大利等對於F.13有著高度興趣；而讓容克斯生產交付數架F.13作為一些戰敗的補償。之後在禁令寬鬆後容克斯在1921年開始成立自己專屬的航空公司，並大量採用F.13於航班上，另後續1926年漢莎航空則將容克斯航空事業給併入。
一些德國海外的國家也有將F.13用於軍事方面，如蘇聯有將F.13交由給蘇聯紅軍使用。中華民國也曾將F.13改裝成轟炸機用於戰場，不過之後在1932年發生一·二八事變時、當時位於上海放置F.13的工廠則遭受到日軍的摧毀。而美國郵政署部份的JL6飛機也有被改裝成軍機的紀錄，雖然之後的改裝成果未受美軍方面青睞。

## 架構性能

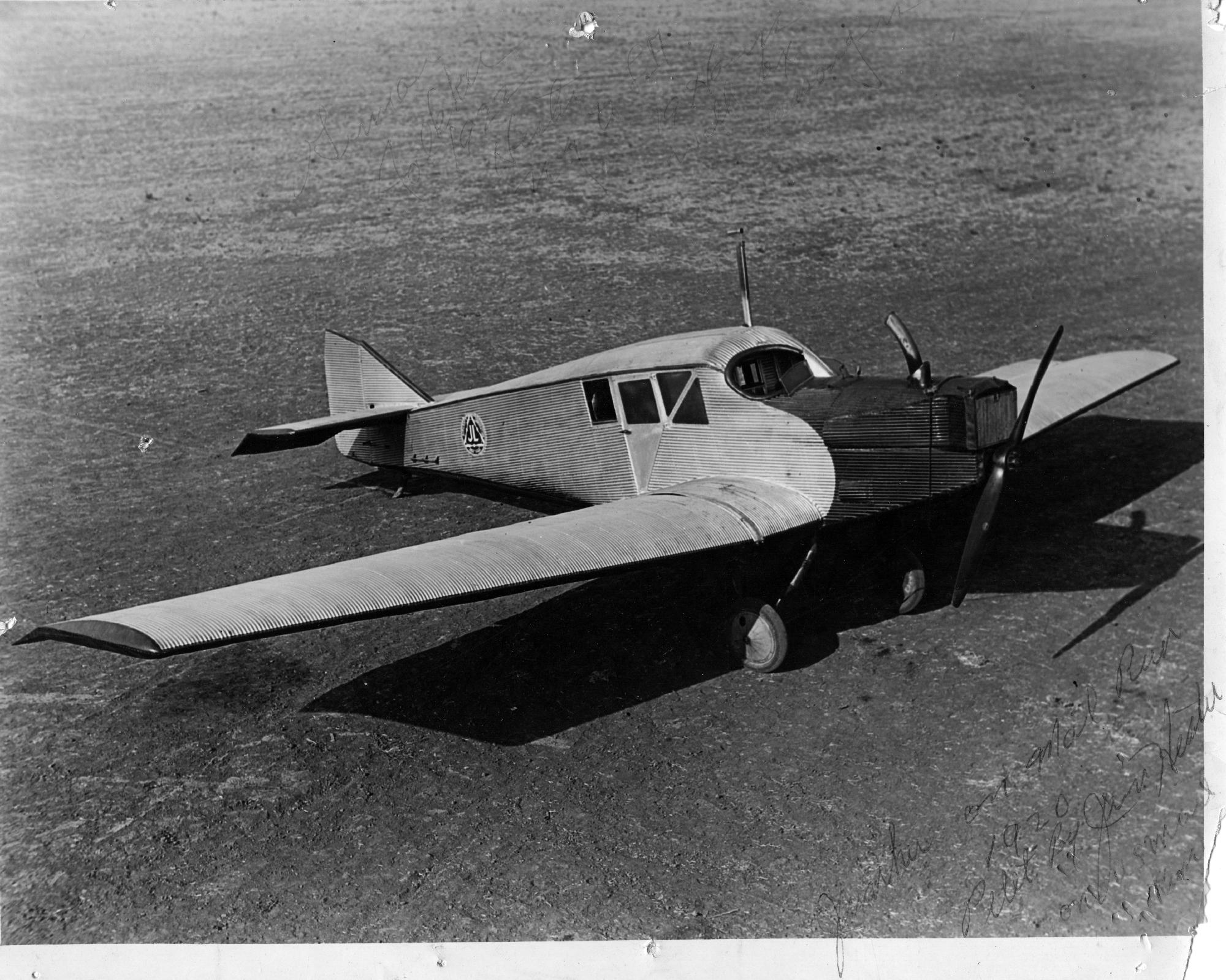
一架容克斯F.13飛機。

### 規格
- 駕駛人數：2名
- 旅客搭乘人數：4名
- 全長：9.6（31英尺）
- 飛行翼寬度：14.8（49英尺）
- 飛行翼面積：34.5平方（371平方英尺）
- 機高：3.5（11英尺）
- 空機重量：951（2,097英磅）
- 最大承載重量：1,460（3,220英磅）
- 引擎：1具158馬力Mercedes D.IIIa六缸直列液冷式引擎

### 效能
- 最快速度：每小時173（107英里）
- 巡航速度：每小時160（99英里）
- 航距：1,400（870英里）
- 爬升高度：5,000（16,000英尺）

## 衍生機型
F.13a
更換185馬力BMW IIIa引擎機種。
F.13ba
更換200馬力容克斯L2直立水冷式引擎，另有F.13ca、F.13da、F.13fa等不同機種，在機身長度上也有一些差異。
F.13be
更換230馬力容克斯L5直立水冷式引擎，另有F.13ce、F.13de、F.13fe等不同機種。
F.13dle
使用容克斯L5以上等級的引擎，另有F.13fle、F.13ge、F.13he、F.13ke等不同機種。
F.13bl
將F.13ca至F.13fa的機種改換成250馬力的BMW IV引擎，另有F.13cl、F.13dl、F.13fl等不同機種。
F.13co
更換310馬力BMW Va引擎，另有F.13fo、F.13ko等不同機種。